# Estadio Municipal de Can Misses
Das Estadio Municipal de Can Misses (durch Sponsoringvertrag offiziell Palladium Can Misses) ist ein Fußballstadion in der spanischen Stadt Ibiza auf den Balearen. Die Anlage ist auch unter dem Namen Can Misses bekannt: Es ist seit 2015 die Heimspielstätte des Fußballvereins UD Ibiza. Die Anlage hat ein Fassungsvermögen von 5000 Zuschauern.
Im August 2022 schloss die UD Ibiza mit der Hotelkette Palladium Hotel Group einen Sponsorenvertrag über den Stadionnamen ab. Die Vereinbarung hat eine Laufzeit von drei Jahren. Es wird den Namen Palladium Can Misses tragen. Das Can Misses ist das erste Stadion in der Segunda División mit einem Sponsorennamen.